# Station Hopton Heath
Hopton Heath is een spoorwegstation van National Rail in Hopton Heath, South Shropshire in Engeland. Het station is eigendom van Network Rail en wordt beheerd door Transport for Wales. Het station is een request stop, waar treinen alleen stoppen op verzoek.